# Sohar

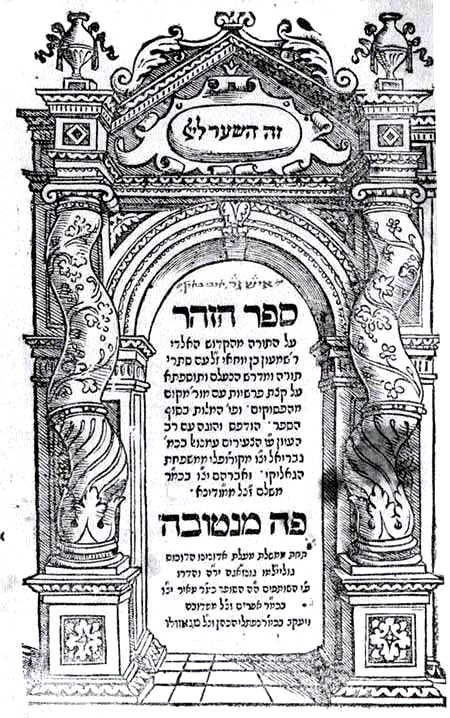
Der Sohar (Sēfer ha-sōhar) – Titelseite des Erstdrucks 1558

Der Sohar (hebräisch ספר הזוהר Sēfer ha-sōhar, zu זֹהַר sohar, deutsch ‚Glanz‘; auch in der Schreibweise, vor allem englisch, Zohar) gilt als das bedeutendste Schriftwerk der Kabbala. Der Name bedeutet „(strahlender) Glanz“ und geht zurück auf biblische Texte bei den Propheten Hesekiel (Ez 1,28 ; Ez 8,2 ) und Daniel (Dan 2,31 ; Dan 12,3 ).
Das in einem künstlich altertümlichen Aramäisch – wohl, um das Alter der Schrift zu beweisen –, zu geringen Teilen in Hebräisch verfasste Werk ist Teil der jüdischen Mystik.
Es enthält vor allem Kommentare zu Texten:
- der Tora, insbesondere zum Bereschit (hebräisch בְּרֵאשִׁית Im Anfang);
- dem Hohelied (hebräisch שִׁיר הַשִּׁירִים Šīr ha-Šīrīm),
- dem Buch Rut (hebräisch מְגִלַּת רוּת Megillath Ruth) und
- den Klageliedern Jeremias (hebräisch אֵיכָה 'êkâ).[4]

Literarisch handelt es sich bei den Kommentaren um Schriftexegesen, homiletische Meditationen, Erzählungen und Dialoge, aber auch Betrachtungen zur mythischen Kosmogonie und mystischen Psychologie.
Dies schließt, zusammenfassend und explizierend formuliert, Diskussionen um das „Wesen Gottes“, „Ursprung und Struktur des Universums“, „Natur der Seele“, „Erlösung“, die Beziehung zwischen „dem menschlichen Ego und dem Dunklen“, um das „wahre Selbst“ zum „Licht Gottes“ und zwischen „universeller Energie“ und dem einzelnen Menschen ein.
In seinem exegetischen Charakter kann der Sohar auch als esoterische Variante zum rabbinischen Midrasch eingeordnet werden. Er wird von einigen Fürsprechern daher auch als Midrasch des Shimon bar Jochai angesehen. Die mehrheitliche literaturwissenschaftliche Meinung aber ist, dass es sich um ein pseudoepigraphisches Werk handelt, da es in der Tradition des „jüdischen Pseudoepigraphismus“ steht. Der Begriff bezeichnet Schriften, die fälschlicherweise einem bekannten Autor oder einer historischen Figur zugeschrieben werden, um deren Autorität und Bedeutung zu verstärken.
Der Sohar wurzelt in älteren mystischen Traditionen, aber er wurde entscheidend durch die Erfahrungen und die intellektuellen Impulse der jüdischen Diaspora im mittelalterlichen Spanien geformt.

## Entstehung
Martin Goodman sieht im Sohar eine „merkwürdige Mischung“ aus einer kaleidoskopartigen Anordnung von Materialien, wie „mythologischen Bildern“, „Dichtung“, Andeutungen zur „neoplatonischen sowie aristotelischer Philosophie“ mit des Weiteren „volkstümlichen Aberglauben“, „Theurgie“ und „mystischer Psychologie“.
Der Sohar ist eine Sammlung von Texten in zumeist fünf Bänden. Als Autor wird Schimon ben Jochai genannt, ein bedeutender Tannait des ersten bis zweiten Jahrhunderts, der auch die wichtigste handelnde Person ist und vom Propheten Elija den Auftrag bekommen haben soll, den Sohar zu schreiben. Er lebte unter römischer Besatzung und hatte sich mit seinem Sohn Rabbi Eleasar 13 Jahre in einer Höhle in Peqiʿin (hebräisch פְּקִיעִין) versteckt. Rabbi Schimon ben Jochai gilt zwar historisch als „Vater der Kabbala“, seine tatsächliche Autorschaft für den Sohar ist jedoch vor allem aus sprachlichen Gründen fraglich, so dass von einem pseudepigraphischen Charakter der Schrift – ohne pejorativen Anklang – ausgegangen werden muss.
Der Sohar tauchte zuerst gegen Ende des 13. Jh. in Spanien auf (Herausgabe in Teilen zwischen 1280 und 1286). Mosche de Leon, der bis 1305 in Kastilien, zuletzt in Ávila lebte, machte sich um seine Herausgabe und Verbreitung verdient. Aufgrund literarischer, sprachlicher und quellentheoretischer Beobachtungen wurde de Leon historisch auch die Autorschaft des Sohar zugeschrieben. Dem Tagebuch des Kabbalisten Isaak ben Samuel aus Akko zufolge soll die Witwe von Mosche de Leon, Tami Musaphia Heni aus Tihama (um 1250–1305), zugegeben haben, dass der Sohar von ihrem Mann geschrieben worden sei; Isaak ben Samuel sprach jedoch nicht selbst mit der Witwe, sondern erzählt aus dritter Hand. Isaak ben Samuel bezweifelte die Echtheit des Sohars und befragte Nachmanides Schüler, jedoch ohne zufriedenstellendes Ergebnis. Als er Mosche de Leon in Valladolid persönlich traf, schwor dieser, dass er in seinem Haus in Ávila eine von Schimon bar Jochai selbst verfasste Kopie des Sohars habe. De Leon starb jedoch, bevor er nach Ávila zurückkehren konnte, und Isaac ben Samuel, der danach strebte, die Wahrheit über die Urheberschaft herauszufinden, kontaktierte eine Person, die ihm erzählte, dass eben die Ehefrau und die Tochter von Moses von Leon der Frau eines gewissen Joseph von Ávila offenbart hätten, dass Moses von Leon das Buch selbst geschrieben habe. Diese Anekdote wurde von Heinrich Graetz verbreitet.
Dabei bleibt offen, inwieweit der Redaktor Mosche de Leon in seine „Sohar-Komposition“ bereits bestehende, ältere mystische Texte oder Traditionen integrierte. Scholem sah in Mosche de Leon nicht den Verfasser, nach seiner Auffassung stellt der Sohar eine Zusammenfassung einer Reihe von Schriften dar, die über einen längeren Zeitraum hin entstanden waren.
Isaak ben Jakob ha-Kohen war ein jüdischer Mystiker und Kabbalist des 12. und 13. Jahrhunderts, er wird als eine Schlüsselperson im Vorfeld der Entstehung des Sohars genannt, und es wird angenommen, dass er eine wichtige Rolle bei der Entwicklung der frühen Kabbala gespielt hat, die später im Sohar ihren Höhepunkt fand. Er wird manchmal als einer der prototypischen Vertreter der ‚soharischen Mystik‘ betrachtet, auch wenn er selbst nicht direkt mit dem Werk des Sohar in Verbindung stand. Es scheint, nach Dan, dass Mosche de Leon die Mythologie Isaak ben Jakobs, insbesondere seine Dualität von Licht und Dunkelheit, Güte und Strenge und seine Lehre von den Kräften der göttlichen Emanationen aufgriff und in das Zentrum des Sohars stellte. Isaak ben Jakob sah das „Böse“ als eine deformierte Nebenwirkung im Emanationsvorgang, das „Böse“ war somit nicht eigenständig, sondern das Ergebnis einer disharmonischen Schöpfung, die durch das Fehlen von Ausgewogenheit zwischen den Kräften des Lichts und der Strenge hervorgerufen würde.
Mosche de Leon reiste in Kastilien umher und freundete sich mit Josef ben Abraham Gikatilla an, letzterer war ein Anhänger der praktischen Mystik des Abraham Abulafias.
Im Hinblick auf die Entstehungszeit und der literarischen Kontinuität von Texten jüdischer Mystik, und hier dem Sohar im engeren Sinne, bestehen unterschiedliche Ansichten und Intentionen zwischen den jüdischen bzw. kabbalistischen Traditionen und den Ergebnissen der akademischen, wissenschaftlichen Forschung. In der Literaturwissenschaft und Judaistik wird die Ansicht präferiert, der Autor des Sohars sei Mosche de Leon aus dem 13. Jahrhundert gewesen. Hingegen bleibt im orthodoxen Judentum Rabbi Schimon ben Jochai weiterhin der Autor des Sohars.
Einem traditionellen Narrativ folgend, sei der Sohar im zweiten Jahrhundert von Rabbi Schimon ben Jochai geschrieben worden, als er sich mit seinem Sohn Eleasar dreizehn Jahre in einer Höhle im Norden Israels versteckte. Das Manuskript verschwand dann aus der Geschichte, um ein Jahrtausend später in den Händen von Rabbi Mosche de Leon wieder aufzutauchen.
Im Sohar finden sich Hinweise auf historische Ereignisse (wie die Kreuzzüge in Sohar II, 32a und III, 212b), hebräische Rechtschreibkonventionen (z. B. Sohar I 24b, III 65a), spanische Wörter (z. B. Esnoga für ‚Synagoge‘) und Namen von Rabbinern (z. B. Rav Hamnuna Sava einem Tannaim, Rav Yeva Sava, Rabbi Hezekiah ben Rabbi Manoah usw.), die alle aus der Zeit nach Rabbi Schimon ben Jochai zu stammen scheinen. Daniel C. Matt Übersetzer und Editor des Sohar in das Englische verwies darauf, dass die Aramäische Sprache etliche erfundene Wörter aufweist und gelegentlich ein spanischer Begriff oder Hinweise auf mittelalterliche Ereignisse oder Persönlichkeiten zeigt.
Der Verfasser der zentralen Abhandlung des Sohar schuf ein Aramäisch, das nur im Sohar aufzufinden ist. So wurden neue Wörter und grammatische Formen erschaffen. Ferner wurden die meisten gelehrten Texte, in tannaitischer Zeit, aber nicht auf Aramäisch verfasst, umso mehr, als Aramäisch in jenen Jahren die gesprochene Umgangssprache der breiten Bevölkerungsschicht war und Hebräisch die Sprache der Gelehrsamkeit und der heiligen Schriften.
Weitere Beispiele sind der Anachronismus der im Sohar gemeinsam auftretenden Personen, die geschriebenen hebräischen Vokalzeichen, die verwendete Begrifflichkeit gibt Hinweise auf die Einflüsse der mittelalterlichen jüdischen Philosophie, das Aramäisch kann als ein Kunstprodukt verstanden werden, mit etlichen eigenwilligen Neologismen. Offen bleibt in der wissenschaftlichen Diskussion, inwieweit Rabbi Mosche de Leon, auf ältere im zur Verfügung stehende Texte zurückgegriffen hat. So ist diese „Sohar-Aramäisch“ (G. Scholem) eine Mischung aus dem Ostaramäischen des babylonischen Talmuds und dem Aramäischen des Targum Onkelos.
Nach Joseph Dan schrieb der Autor oder Redaktor das Werk den rabbinischen Gelehrten der Antike zu, um damit eine Erzählhandlung zu erschaffen, die sich in einer anderen Zeit und einem anderen Ort zu getragen haben soll.
Die Bibelzitate im Sohar stimmen überwiegend mit dem masoretischen Text der hebräischen Bibel überein, so wie er im mittelalterlichen aschkenasischen und sefardischen Raum überliefert war. Die Tora-Zitate im Sohar basieren vermutlich auf einem Texttyp, der dem masoretischen Text sehr nahekommt, wenn auch nicht exakt identisch.
Als literarische Gattung ist der Sohar ein Kommentar zum Bereschit (hebräisch בְּרֵאשִׁית ‚Im Anfang‘). Das erste Buch Mose, Bereschit, ist eine Sammlung („Anthologie“) von Erzählungen über die Schöpfung der Welt, der Sintflut und der Erzväter und -mütter. Die Erzählreihe wird durch die Josephsgeschichte beendet.

## Weitere Hypothesen zur Entstehung

### Persische Einflüsse
Dennoch gibt es in der Forschung Überlegungen und Hypothesen, die auf mögliche Einflüsse aus dem persisch-jüdischen Kulturraum hinweisen – Einflüsse, die sich inhaltlich, sprachlich und konzeptionell im Werk niedergeschlagen haben könnten.
So zeigen sich im Sohar thematische Parallelen zu zentralen Konzepten der zoroastrischen und manichäischen Kosmologie, die in der iranischen Religionswelt des Altertums eine prägende Rolle spielten. Die ausgeprägte Lichtsymbolik, etwa in der Vorstellung eines ‚oberen Lichts‘ oder der ‚Funken des Göttlichen‘, erinnert stark an die zoroastrische Vorstellung vom Licht als Ursprung und Ziel der Schöpfung. Ebenso lassen sich dualistische Strukturen beobachten – etwa die Kontraste zwischen ‚Gut und Böse‘ oder ‚zwischen Licht und Dunkelheit‘ –, die dem zoroastrischen Dualismus von Ahura Mazda und Angra Mainyu ähneln. Auch die reiche Engellehre und Dämonologie des Sohars, einschließlich der Beschreibung ganzer Hierarchien geistiger Wesen, zeigt strukturelle Ähnlichkeiten mit der Aufteilung in Yazatas und Daevas im zoroastrischen System. Schließlich lassen sich Konzepte ‚geheimer Welten‘, ‚kosmischer Schleier‘ und ‚mystischer Aufstiege‘ finden, die an iranische esoterische Modelle erinnern, wie sie sowohl im spätzoroastrischen als auch im manichäischen Kontext vorkommen.
Diese inhaltlichen Berührungspunkte erhalten zusätzliches Gewicht durch die historische Präsenz großer jüdischer Gemeinden im persischen Raum, insbesondere während der Spätantike unter der Herrschaft der Sassaniden. Diese Gemeinden entwickelten eigenständige mystische und apokalyptische Überlieferungen, die teilweise jenseits der rabbinisch-normativen Traditionen standen. In diesen Milieus entstanden Texte und Lehrtraditionen, die eine alternative Form jüdischer Spiritualität und Kosmologie zum Ausdruck brachten. Es erscheint nicht unwahrscheinlich, dass solche Überlieferungen über babylonische Lehrzentren – in denen westliche und östliche Einflüsse zusammenliefen – und über mündliche sowie schriftliche Vermittlung Einfluss auf die spätere kabbalistische Literatur in Europa nahmen.
Ein weiterer, von Gershom Scholem hervorgehobener Aspekt betrifft die sprachliche und stilistische Eigenart des im Sohar verwendeten Aramäisch. Es finden sich darin Ausdrucksformen und idiomatische Wendungen, die sich weder mit dem aramäischen Sprachgebrauch des babylonischen Talmuds noch mit jenem in Spanien vollständig decken. Vielmehr deuten manche dieser Merkmale auf östliche, möglicherweise aus persisch-jüdischen Texttraditionen stammende Sprachformen hin, was eine zusätzliche, wenn auch indirekte Verbindungslinie zu einem östlichen Ursprung oder Einflussfeld nahelegt.
Zwar bleibt die Vorstellung, der Sohar sei direkt von persischen Juden verfasst worden, spekulativ und wird durch keine klaren Belege gestützt. Doch sprechen die genannten Parallelen, Konvergenzen und Überlieferungspfade durchaus für eine „kulturelle Tiefenströmung“, in der Elemente iranisch geprägter jüdischer Mystik in die iberische Kabbala eingeflossen sein könnten. Der Sohar wäre in diesem Licht nicht bloß ein spanisches Werk, sondern Ausdruck einer über Jahrhunderte gewachsenen, transregionalen Mystiktradition, die westliche und östliche Vorstellungen kreativ miteinander verschmolzen hat.

### Parallelen zwischen der Philosophie Plotins (Neuplatonismus) und demSohar
Der Autor oder Redaktor des Sohar de Leon, zeigt in seinem Werk keinen direkten Einfluss des antiken Philosophen Plotin, weder aus dessen Werken, noch aus seinen Philosophemen, auch finden sich aus dem Umfeld des Neuplatonismus keine direkten Zitate oder andere expliziten Beziehungen, dennoch enthält der Sohar viele Konzepte, die stark mit neuplatonischen Ideen übereinstimmen. Es gibt Anhaltspunkte, dass de Leon von jüdischen Philosophen und Mystikern beeinflusst wurde, die wiederum durch die spätantike Philosophie, einschließlich des Neuplatonismus geprägt waren.
Der Sohar ist nicht direkt von Plotin beeinflusst, er wurde geprägt von:
- Midrasch und rabbinischer Hermeneutik
- gnostischen und merkabalistischen Traditionen
- möglicherweise mittelbarer Neuplatonismus über das intellektuelle Umfeld Kastiliens (z. B. Maimonides-Rezeption, christliche Mystik)

Dennoch zeigt der Sohar Strukturen, die an Plotin erinnern:
- En Sof als unzugänglicher Urgrund;
- Sephiroth als gestufte Ausflüsse;
- Idee einer Rückkehr zur göttlichen Einheit (Devekut)

Die Ähnlichkeiten zwischen den Annahmen des Plotins und der Kabbala zeigen keine direkte Abhängigkeit, aber eine geistige Nähe, möglicherweise durch eine gemeinsame mystische Grundstruktur (z. B. Topoi wie Einheit, Rückkehr, Licht, Stufenmodell).
Aber die Begriffe sind nicht direkt übersetzbar, sondern eher funktional analog. Plotin arbeitete in einem streng philosophischen, der Sohar bzw. seine Autoren in einem mythologisch-symbolischen System.
In der Kabbala ist das System dynamisch, mit Beziehungen zwischen den Sephiroth. Plotins System ist hierarchisch-linear. Beide Systeme sprechen von einem Weg zurück zur Quelle. Bei Plotin durch Kontemplation, in der Kabbala durch Gebet, Ethik, Mystik (Devekut).

## Handelnde Personen (Auswahl) und Figuren
Der Sohar kann aus literaturwissenschaftlicher Perspektive als Erzählung betrachtet werden, er enthält aber auch viele Elemente, die poetische Qualitäten aufweisen. Eitan P. Fishbanes (2009) Kernhypothese zur Erzählform des Sohars besagt, dass der Text als eine Art dramatische Literatur fungiert, in der die Macht der Enthüllung der mystischen Geheimnisse für den Leser demonstriert und dramatisiert wird. So zeichnete sich der Sohar in seinen Hauptmerkmalen durch seine Verwendung von Narrativem, Fiktionalität und Geschichtenerzählen aus, die im breiteren Kontext kabbalistischer Kreativität höchst ungewöhnlich seien. Obwohl der Sohar hauptsächlich in prosaischer Form verfasst ist, lassen sich in vielen Passagen rhythmische und klangliche Muster erkennen. Die Wiederholung von bestimmten Wörtern, Phrasen und heiligen Namen hat eine klangliche Dimension, die an poetische Formen erinnert. Diese philosophischen Dialoge und spirituellen Diskussionen sind in einer Weise formuliert, die rhythmische und bildhafte Qualitäten aufweist.
Wird der Sohar als Narration betrachtet, sind folgende fiktionale Figuren, in der Gesamthandlung bedeutsam. Wobei es unklar bleibt, inwieweit faktuale Beschreibungen der in der Erzählung handelnden Personen Einfluss auf deren Auswahl nahmen.
Folgende handelnde Personen stehen im Vordergrund:
- Rabbi Schimon bar Jochai (R. Schimon ben Yochai), er ist die zentrale Figur des Sohar und der Hauptprotagonist in den meisten Erzähls- und Handlungssträngen. In den Dialogen des Sohars offenbart er die ‚tiefsten Geheimnisse der Kabbalistik‘ und ist die Verkörperung der mystischen Weisheit. Seine Erklärungen über die Schöpfung, die göttliche Sphäre und die geheimen Bedeutungen der Tora sind die Grundlage des gesamten Werks.
- Rabbi Eleasar, Rabbi Eleasar ist der Sohn von Rabbi Schimon und eine wichtige Figur im Sohar. In vielen Teilen des Werkes spielt er eine bedeutende Rolle, indem er mit seinem Vater über verschiedene Aspekte der Kabbala und der göttlichen Geheimnisse spricht. Er repräsentiert eine Generation der Kabbalisten und ist ebenfalls ein Schüler und Wissensvermittler. Wie Rabbi Abba trägt er dazu bei, die tiefen Lehren verständlicher zu machen.
- Rabbi Abba, wird als ein enger Schüler von Rabbi Schimon beschrieben und dient als Zuhörer und Kommentator der mystischen Lehren, die Schimon vermittelt. Er stellt häufig Fragen und hilft, die spirituellen und philosophischen Konzepte für die anderen Zuhörer zu erläutern. Seine Dialoge mit Rabbi Schimon sind ein wesentlicher Bestandteil der Auslegung und erklären viele der komplexen kabbalistischen Ideen.
- des Weiteren sind die Rabbanim Josse, Jesse, Chiyya, Chiskija, der Sohn des Rav, Jehuda, Jizchak aufzulisten.[49]
- die Schechina, sie tritt im Sohar sowohl als personifizierte Figur als auch als abstraktes Prinzip auf, je nach Kontext und der jeweiligen kabbalistischen Lehre, die gerade behandelt wird.[50]
- Elija der Prophet, er tritt in vielen Erzählungen des Sohars als ein ‚himmlischer Führer‘ und ‚mystischer Lehrer‘ auf. In einigen Passagen erscheint er in Erscheinung, um den Kabbalisten mit göttlichem Wissen zu erleuchten oder ihnen die Geheimnisse der Kabbala zu enthüllen.
- der Engel Metatron, ein Erzengel. In einigen Erzählungen des Sohars ist Metatron ein Begleiter von Rabbi Schimon oder ein Vermittler göttlicher Weisheit. Er ist der ‚Schreiber Gottes‘ und spielt eine Rolle bei der Übermittlung der göttlichen Geheimnisse.[51] Der Sohar identifiziert diesen Engel durchgehend mit Hanoch.[52][53]

Im Sohar sind Lilith Samael, Adam und Eva ganz unterschiedliche Aspekte der ‚göttlichen Ordnung [Struktur]‘, die sich auf verschiedene Weisen in der Schöpfung manifestieren. Während Adam und Eva die göttliche Ordnung und die Erneuerung der Welt repräsentieren, stehen Lilith und Samael für die dunklen Kräfte, die die Schöpfung herausfordern, prüfen und ins Gleichgewicht bringen. Diese Figuren sind Teil des kosmischen Spiels von Licht und Dunkelheit, das im Sohar als notwendig für die Vervollständigung der Schöpfung angesehen wird. Die Dualität, die im Sohar und in der kabbalistischen Lehre beschrieben wird, bezieht sich auf die Erscheinungen und Kräfte, die aus dem Ein Sof hervorgingen, aber die Differenzierung und Polarität innerhalb der Schöpfung und der spirituellen Welt darstellen. Es gibt eine Dualität von Licht und Dunkelheit, von Heiligkeit und Unheiligkeit, von göttlicher und unheiligem Einfluss, die das gesamte Universum durchdringt und das kosmische Drama bestimmt. Das unendliche, unmanifestierte göttliche Prinzip, das keine Form und keine Grenzen hat, das Ein Sof ist die Quelle Allens, das Unmanifestierte und Unbeschreibbare. In dieser Dimension gibt es keine Trennung zwischen dem Göttlichen und dem Nicht-Göttlichen, keine Dualität von Gut und Böse, Licht und Dunkelheit; es ist die „Nondualität Gottes“, des Einheitlichen Prinzips.
- Lilith (hebräisch לִילִית lîlît), sie symbolisiert Rebellion, Unabhängigkeit, und Dunkelheit. Sie ist die erste Frau Adams und wie er aus der Erde geschaffen. Sie  weigerte sich, sich ihm zu unterwerfen, und die in ‚die andere Seite‘ (hebräisch סִיטְרָא אַחֲרָא Sitra Achra)[58] verbannt wurde. Sie ist die dunkle weibliche Kraft, die das Chaos und die Verführung repräsentiert.[59][60]

- Samael (hebräisch סמאל ‚Gifthand Gottes‘ oder ‚Gott ist Gift/Blindheit‘), er ist der Engel des Todes und der Dunkelheit, der mit Lilith regiert. Er ist der Zerstörer und der Engel des Todes, aber auch ein notwendiges Werkzeug im kosmischen Plan. Samael steht für die dunklen Kräfte, die jedoch in einem größeren kosmischen Zusammenhang erforderlich sind.[61]

- Adam (hebräisch אָדָם ādām), der Mensch, der das göttliche Licht trägt. Er ist der göttliche Träger von Weisheit und der kosmische Mann, dessen Aufgabe es ist, die Welt im Einklang mit göttlichen Prinzipien zu bewahren und zu segnen.[62]

- Eva (hebräisch חַוָּה ḥawwāh), die aus ihm geschaffene Partnerin Adams, die im Sohar als die Mutter der Schöpfung und als Trägerin des göttlichen Lichts erscheint. Sie wird als heilige weibliche Energie verstanden, die für das Wohl der Schöpfung sorgt und die Vereinigung von Männlichem und Weiblichem symbolisiert.

Im Sohar tauchen zahlreiche Engel auf, sowohl konkret benannte, namenstragende Engel mit wichtigen Rollen und Funktionen als auch zahllose anonyme himmlische Wesen. Besonders viele Engel werden im Exodus-Teil, z. B. Zohar Exodus 43a bzw. 55b erwähnt.
| Engel | Funktion |
| --- | --- |
| Metatron (hebräisch מטטרון)                                                                               | Höchster Engel, Himmelsstatthalter, Führer im Exodus |
| Hadraniel (hebräisch הדריאל)                                                                              | Torwächter, Beriyah (hebräisch בַּרְיָעָה), führte Moses, Überbringer göttlicher Botschaften                                                                                |
| Shamsiel (hebräisch שמשיאל)                                                                               | Sonnenengel, Cherub, Wächter des Gartens Eden, Symbol für Licht und göttliche Wärme.                                                                                   |
| Nuriel (hebräisch נוריאל)                                                                                 | Feuer‑Hagel‑Engel, Schutz, Abendgebet (Maariw). Engel des Feuers und der Naturphänomene wie Hagel. In mystischen Kontexten mit Transformation und Reinigung verbunden. |
| Samael (hebräisch סמאל)                                                                                   | Fürst der Dunkelheit, Versucher, Ankläger. Engel des Todes und der Dunkelheit. Er gilt als Ankläger und hat oft eine Verbindung mit Lilith.                            |
| Raphael (hebräisch רפאל), Michael (hebräisch מיכאל), Gabriel (hebräisch גבריאל), Uriel (hebräisch אוריאל) | Erzengel mit Schutz‑ und Heilfunktionen |
| Raziel (hebräisch רזיאל), Tzaphkiel (hebräisch צפיאל), Tzadkiel (hebräisch צדקיאל)                        | Engelangaben im Rahmen der Sephiroth |

## Örtlichkeiten der Erzählung imSohar
Die Rahmenerzählungen im Sohar beschreiben auch den „erzählten Raum“, dieser weißt, im Allgemeinen der Erzähltheorie, Anknüpfungspunkte in verschiedene Richtungen auf, denn der „Raum“ ist kein „singulärer Faktor“, vielmehr bündelt er in sich „Erzählfäden, zeitliche Verläufe, Figuren, Ordnungen und Diskurse“. Es ist die Gruppe von Weisen, die im zweiten Jahrhundert durch Israel wandern und über die Tora diskutieren, während sie auf Kinder, Eseltreiber und verschiedene Menschen, in den verschiedensten räumlichen Begebenheiten treffen und die ihnen spirituelle Lehren erteilen.
Im Sohar sind „Raum“ und „Erzählung“ eng miteinander verbunden und spielen eine zentrale Rolle bei der Vermittlung mystischer und kabbalistischer Weisheiten. Für den Sohar ist „Raum“ auch eine symbolische und metaphysische Entität. Der Raum in der Erzählung wird oft als ein Ort verstanden, an dem göttliche Offenbarungen stattfinden und die Rabbanim tief in die Mysterien der Tora und des Universums/Schöpfung vordringen. Dieser symbolische Raum kann sowohl physische als auch metaphysische Dimensionen umfassen:
- Physische Orte: Diese beinhalten spezifische geografische Orte wie die Höhle von Rabbi Schimon bar Jochai oder die Synagoge, die als Orte des Lernens und der Offenbarung von Wissen dienen. Der Raum ist jedoch nie nur physisch; er ist stets durchdrungen von einer spirituellen Bedeutung. So wird der Raum der Höhle von Rabbi Schimon bar Jochai zum symbolischen Raum für mystische Erleuchtung und den Rückzug in die göttliche Erkenntnis.
- Natürliche Landschaften: Der Raum im Sohar umfasst auch Landschaften wie Berge, Gärten, Wüsten und Meere, die als spirituelle Metaphern fungieren. Diese Landschaften sind oft mit inneren Zuständen der Seele und mit mystischen Prüfungen verbunden. Sie reflektieren den spirituellen Weg und die Erhebung der Seele zu einer tieferen Verbindung mit dem Göttlichen.
- Kosmische Räume: Der Sohar spricht auch von höheren kosmischen Räumen, die die göttliche Ordnung und die Sephiroth (‚göttliche Emanationen‘) repräsentieren. Diese Räume sind nicht greifbar und können nur durch mystische Erfahrungen und Offenbarungen zugänglich gemacht werden. Die Rabbanim beschreiben, wie sie durch den Aufstieg in höhere Ebenen des Wissens metaphysische Räume erreichen, in denen ‚göttliche Geheimnisse‘ offenbart werden.[72][73]
- Im Sohar werden neben den physischen, auch ‚spirituelle Räume‘ beschrieben, die die Struktur des Universums und die Beziehung zwischen Gott und der Schöpfung widerspiegeln. Diese Räume sind nicht nur „geografische Orte“, sondern auch „metaphysische Zustände“, es sind wie folgt:
  - Der Gan Eden (hebräisch גן עדן), der Garten Eden wird als ein Ort der spirituellen Vollkommenheit und Nähe zu Gott beschrieben. Es ist sowohl ein physischer als auch ein symbolischer Raum, der für die höchste Erhebung und Reinigung der Seele steht.
  - Der Gehinom (hebräisch גיהנום), die Hölle wird als ein Ort der Reinigung, Läuterung oder Transformation der Seele dargestellt, der jedoch auch mit Bestrafung und Schmerz verbunden ist. Es ist ein notwendiger Schritt in der spirituellen Reise der Seele, bevor sie in höhere Ebenen des Universums aufsteigen kann.
  - Der Midbar (hebräisch מדבר), die Wüste wird als ein symbolischer Raum der Prüfung und Reinigung beschrieben. Hier sind die Figuren der geistigen Herausforderung ausgesetzt, die mit Entbehrungen und Einsamkeit verbunden ist. In der mystischen Lesart steht die Wüste für den Ort der spirituellen Erneuerung und des Fortschritts.
  - Die Stadt Yerushalayim (hebräisch ירושלים), Jerusalem wird als das spirituelle Zentrum und der Ort der göttlichen Präsenz betrachtet. Es symbolisiert die Vereinigung von Himmel und Erde sowie den messianischen Zustand des Friedens und der Erlösung.
  - Der Adam Olam Katan (hebräisch אדם עולם קטן), der Mikrokosmos des Menschen, der Begriff wird verwendet, um zu betonen, dass der Mensch in gewisser Weise das gesamte Universum in sich trägt und somit ein Abbild des größeren Kosmos ist. Diese Vorstellung geht zurück auf die kabbalistische Lehre, dass der Mensch die göttliche Ordnung widerspiegelt, die im gesamten Universum manifestiert ist.
  - Klal (hebräisch כלל), was „das Ganze“ oder „die Gesamtheit“ bedeutet. Es verweist darauf, dass der Mensch als Mikrokosmos das ganze Universum in sich trägt.[74][75]

### Reisen
Literarische Texte sind beständig mit bestimmten Orten verknüpft, wobei der Ort oder Raum oft mehr ist, als nur ein äußerlicher, topologischer Rahmen. Denn die Art und Weise, wie der Raum erzählerisch gestaltet wurde und wie die Handlungen zwischen den verschiedenen Räumen wechseln, ist oft entscheidend für das Verständnis der Geschichte und trägt eine tiefere symbolische oder thematische Bedeutung.
Die wandernden Mystiker, oder Reisenden unter der Führung des Rabbi Schimon ben Jochai, die sich auf ihrer Reise durch das Heilige Land, (hebräisch ארץ הקודש Éreẓ haQodeš) miteinander austauschen und die Tora interpretieren, geben in der ‚Reiseerzählung‘, die als äußere Struktur genutzt wird, um die Ereignisse oder Erlebnisse abzubilden und die innerhalb des Rahmens passieren, das entsprechende narrative Potenzial. Das Reisen ermöglicht eine freie Vorstellungskraft und daher gilt jeder Ort auf der Reise als ein idealer Ort, um die tiefsten Geheimnisse der Tora zu erläutern.

## Inhalt
Nach seinen eigenen Worten hat der Sohar zum Ziel, Yisrael durch und aus dem Exil zu helfen. Im Sohar ist der Begriff „Yisrael“ vielschichtig. Er kann sowohl als Bezug auf das Volk Israel im traditionellen religiösen Sinne als auch als mystische Personifikation der göttlichen Ordnung oder der göttlichen Kräfte verwendet werden. Yisrael repräsentiert oft die ‚spirituelle Essenz‘ oder den ‚kosmischen Mittelpunkt‘, durch den das ‚göttliche Licht‘ (hebräisch אור or) in der Welt zirkuliert. In der kabbalistischen Literatur geht es häufig darum, dass Yisrael als Träger und Kanal für das göttliche Wissen und die göttliche Präsenz fungiert, und seine spirituelle Entwicklung trägt zur Errettung und Vervollkommnung der Welt bei.
Die Erzählstruktur des Sohars ist nicht linear, sondern umfasst eine Vielzahl von Geschichten, Dialogen und allegorischen Erklärungen, die miteinander verwoben sind.
Dabei bedient sich der Sohar dem Genre der „Wanderliteratur“, welche die Erzählung mit der Vorstellung des „Gehens“, „Wanderns“, „Reisens“ oder allgemeiner des Ortswechsels, der handelnden Figuren als zentrales Thema verbindet, sei es physisch oder metaphorisch. Sie verwendet das „Gehen“ nicht nur als äußeren Akt, sondern auch als Werkzeug für die Erforschung des Selbst, des Lebens und der Welt.
Der Sohar versucht das Wesen Gottes zu erfassen und dieses dem Menschen mitzuteilen. Da Gott verborgen ist, kann dies nur in höchst spekulativer und kontemplativer, nicht in beschreibender oder lehrhafter Form geschehen. Dabei steht immer die Auslegung der Tora, als wesentliches religiöses Fundament, im Vordergrund. Der Sohar erkennt für die biblische Exegese vier Stufen des Verständnisses, vom unmittelbar Wörtlichen zum Mystischen:
1. der wortwörtliche Text (Literalsinn, hebräisch פשט pschat)
2. die übertragene Bedeutung (Allegorie, hebräisch רמז remez)
3. die Bedeutung im Leben (Auslegung, Auskunft, hebräisch דרוש drasch)
4. die mystische Bedeutung (Geheimnis, hebräisch סוד sod)

Die Anfangsbuchstaben dieser vier hebräischen Wörter bilden den Begriff PaRDeS (‚Obstgarten‘, verwandt mit dem deutschen Wort Paradies), wodurch der Sinn des Schriftstudiums angedeutet wird als Gang durch einen blühenden Garten. Dieser Gang wird auch interpretiert als geistiger Gang durch die verschiedenen Hallen des jüdischen Tempels.
Der Sohar nimmt die kabbalistischen Vorstellungen der zehn Sephiroth auf als Sphären der Manifestation Gottes. Als letzter Ausdruck göttlichen Seins wird darüber das Unendliche (hebr. En Sof) erkannt. Aus dem En Sof hat sich das Sein wie aus einem einzigen Punkt zu den vielen Erscheinungen der Welt ausgefächert.
In der Ethik vertritt der Sohar als höchsten Wert die tätige Liebe zu Gott (דְבֵקוּת Debekut), die sich auch in der sozialen Hinwendung zum Mitmenschen äußert. Daneben vertritt der Sohar ein starkes Armutsideal. Der gerechte Mensch (Tzaddik, hebräisch צַדִּיק ṣaddīq, deutsch ‚Rechtschaffener, Gerechter‘) ist sowohl ein Tora-Gelehrter und Gottsucher, als auch der Wohltäter, der seine eigenen Bedürfnisse hinter die Sorge für den Nächsten radikal zurückstellt.
Der Sohar ist laut Johann Maier, verglichen mit dem „vergleichsweise klar formulierte[n] und geradezu didaktisch aufgebaute[n] Hauptwerk“ Josef Gikatillas Scha’are Orah, weniger durchorganisiert und sprachlich und inhaltlich weit schwieriger, gehört aber noch zu den Texten, die „vergleichsweise verständlich geschrieben sind und auch in Übersetzung noch verständlich bleiben, was für kabbalistische Literatur ansonsten durchaus nicht selbstverständlich ist“. Nach Bernhard J. Bamberger ist der Sohar „das Werk eines Genies, aber er ist schwierig zu charakterisieren. Sein Inhalt reicht vom Erhabenen zum Grotesken, vom Tiefen zum Einfältigen und einfach Unverständlichen. Er enthält brilliant-originelle Interpretationen der Schrift, wunderbare Formulierungen und Gleichnisse sowie phantastische Mythen. In dieser oder jener Form behandelt er alle Probleme und Interessen der Kabbala.“
Der Gesamtbestand der Vielzahl der Abhandlungen die den Sohar konstituieren wurde erstmalig 1558 und 1560 in drei Bänden in Mantua gedruckt. Es folgte eine elfbändige Ausgabe zwischenzeitlich 1559 in Cremona.
Gershom Scholem betrachtet den Korpus des Sohar aus drei Schichten aufgebaut bzw. entstanden. Im Wesentlichen bestimmt er diese, als:
- Midrash ha-neʿelam, hebräisch מִדְרָשׁ הַנֶעֱלָם („Dem mystischen oder verborgenen Midrasch“)
- den Hauptteil mit dem Idrot hebräisch אידרוט, Sitre Tora und zusätzlichen kleineren Schriften
- Raja Mehemna und die Tikkune Sohar.

Während der Autor der dritten Schicht die beiden darüberliegenden Schichten abgeschlossen vorfand, so werden Inhalte daraus zitiert, sind mutmaßlich die beiden ersten Schichten von einem Autor.

## Aufbau des Korpus
Im Sohar folgt die fiktionale Zeit keiner linearen Zeitachse, sondern in einer fragmentarischen, assoziativen Form, die der mystischen Natur des Werkes gerecht wird. Der Text wechselt zwischen verschiedenen Erzähl- und Handlungsträngen und Themen, ohne sich an einer chronologischen Ordnung zu orientieren. Der Sohar erkennt vier Ebenen des Verständnisses der Tora an:
- den wörtlichen Text,
- die allegorische Bedeutung,
- die Bedeutung im Leben und
- die mystische Bedeutung.

Dabei sind die Erzählstränge, Geschichten, Dialoge und Allegorien eng miteinander verwoben und ergänzen sich gegenseitig.
Nach Joseph Dan handelt es sich um eine Vielzahl von Abhandlungen die den Textkorpus konstituieren. Nach Gerschom Scholem sei der Sohar ein, im Wesentlichen, einheitliches Werk, so gäbe es innerhalb der einzelnen Teile keine Schichten oder ältere unbekannte Quellen. Hier eine Übersicht des Inhaltes:
- Einem titellosen Hauptteil, er bildet das Zentrum und besteht aus einem in Aramäisch geschriebenen homiletischen Kommentar zu den fünf Büchern der Tora, (ZḤ, Hauptteil). Obgleich ein Midraschim im Allgemeinen nicht auf Aramäisch geschrieben wurde, wirkt der zentrale Abschnitt wie ein Midrasch.
- Weitere Abhandlungen:
  - der Midrasch ha-Ne´elam in hebräischer Sprache verfasst;
  - ein Abschnitt zur Erörterung der Mitzwot;
  - weitere Abschnitte, so die Offenbarungen eines wundersamen alten Mannes (sava) und eines Jungen (jenuka);
  - stark esoterische Abschnitte, tragen die Überschrift Idra Rabba (die große Versammlung) und Idra Suta (die kleine Versammlung)

Ein weiterer späterer Autor der in Stil und Sprache von de Leon schrieb, fügte zu Beginn des 14. Jahrhunderts zwei weitere Werke hinzu:
- - Ra´ja Mehemma (der treue Hirte, hier Moses)
  - Tikkune Sohar (Vollendung des Sohar)

Ein fünfter Band der zu den Abhandlungen ist der:
- - Sohar Chadasch (der neue Sohar)

Die fünf Bände des Sohar bestehen also genauer aus folgenden Teilen:
- Sohar [ZḤ] (Hauptteil, Kommentar zur Tora gemäß den Abschnitten der synagogalen Wochenlesungen)
- Sifra di-Tzeniutha [Abgekürzt: ST] (‚Buch der Verborgenheit‘, ein dunkler Kommentar zu den ersten 6 Kapiteln des 1. Buchs Mose)
- Idra Rabba [IR] (‚Große Versammlung‘, ekstatische Vorträge des Schimon ben Jochai und seiner Schüler zu Themen der Schöpfung)
- Idra Sutta [IZ] (‚Kleine Versammlung‘, Erzählung vom Tode Schimon ben Jochais und seiner Vermächtnisrede)
- Hechalot [H] (‚Hallen‘, Beschreibung der Hallen des Tempels, die von den Seelen der Frommen durchschritten werden)
- Rasa de-Rasin [RdR] (‚Das Geheimnis der Geheimnisse‘, Abhandlungen über die Verbindung von Seele und Körper)
- Saba de-Mishpatim [SdM] (‚Der Greis der Urteile‘, Erkenntnisse eines greisen Kabbalisten über die Seele und die Seelenwanderung)
- Jenuka [Y] (‚Das Kind‘, Erkenntnisse eines Wunderkindes über die Tora)
- Rab Methibtha (‚Das Haupt der Schule‘, Visionärer Gang durch das Paradies mit Betrachtungen über das Schicksal der Seelen)
- Sitre Tora [ST] (‚Geheimnisse der Tora‘, Deutungen verschiedener Abschnitte der Tora)
- Matnitin (Auslegungen zur Tora im Stil der Mischna).
- Sohar zum Hohenlied
- Kaw ha-Midda (‚Das Maß des Maßes‘, Auslegungen zum Schma Jisrael, einem der Hauptgebete des Judentums)
- Sitre Otiot (‚Geheimnisse der Zeichen‘, Deutungen zu den Buchstaben des Gottesnamens und des Textes der Schöpfungsgeschichte)
- Midrasch ha-ne'elam [MHM] zur Tora (mystischer Kommentar zur Tora)
- Midrasch ha-ne'elam zum Buch Rut
- Ra'ja Mehemna [RM] (‚Der treue Hirte‘, Deutung der Gebote und Verbote der Tora)
- Tikkune Sohar [TS] (‚Vollendung des Sohar‘, ein weiterer Kommentar zu den ersten sechs Kapiteln der Tora)[90][91]

### Übersicht in 24 Punkten
- 1. Hauptteil zur Tora (hebräisch ספרי תורה Sifre de-Tora), mystischer Midrasch zu den Wochenabschnitten der Tora; oft mit Einleitungen (Petihot) aus Psalmen.
- 2. Zum Hohelied (hebräisch זוהר על שיר השירים Zohar al Shir ha-Shirim), mystische Allegorien zu Liebe, Seele und Göttlichkeit, (1d–75b)
- 3. Buch der Verborgenheit (hebräisch ספר הצניעותא Sifra di-Ẓeni‘uta), dicht komprimierte Lehren zu Schöpfung und Emanation; fragmentarischer, dichter und kryptischer Kommentar zu Genesis, Gen 1 EU; gilt als Schlüsseltext der soharschen Metaphysik (Terumah 2:176b–179a).
- 4. Große Versammlung (hebräisch אדרא רבה Idra Rabba), systematische Darstellung der göttlichen Strukturen. Systematische Lehre über den „Urmenschen“ (Adam Kadmon) und göttliche Emanationen; dramatischer Aufbau, drei Teilnehmer sterben in Ekstase. (Naso 3:127b–145a)
- 5. Kleine Versammlung (hebräisch אדרא זוטא Idra Zuta), letzte Worte und Tod von R. Schimon bar Jochai. R. Schimons Sterbeszene mit mystischer Lehre zur Einheit Gottes; enthält Ergänzungen zur Idra Rabba. (3:287b–296b)
- 6. Studienkreis zur Stiftshütte (hebräisch אדרא דבי משכנא Idra de-Vei Mashkena), Mysterien des Gebets und der göttlichen Wohnstätte. Mystische Diskussion über die Stiftshütte und das Gebet; geleitet von R. Schimon mit Schülern.(2:127a–146b)
- 7. Himmlische Paläste (hebräisch היכלות Heikhalot), visionäre Reisen der Seele durch himmlische Sphären. Bereschit 1:38a–48b; Pekudei 2:244b–268b. Zwei Versionen einer Vision der sieben Himmelsräume (Wonne der Seele); mit Angelologie und „Palästen der Unreinheit“.
- 8. Geheimnis der Geheimnisse (hebräisch רזא דרזין Raza de-Razin), Mystik der Gesichter und Hände (Physiognomie). Kabbalistische Physiognomie und Chiromantie auf Basis von Ex 18,21 EU; Fortsetzungen in Zohar Ḥadash. (Jitro 2:70a–75a)
- 9. Rede des Alten (hebräisch סבא דמשפטים Sava de-Mishpatim), mystische Deutung der Seele anhand von Gesetzestexten. Begegnung mit einem mystischen „Bettler“, der eine Lehre über die Seele gibt. (Mishpatim 2:94b–114a)
- 10. Das Kind (hebräisch ינוקא Yanuka), Wunderkind erklärt verborgene Bedeutungen alltäglicher Rituale. Kindliche Figur mit tiefgründiger Lehre, v. a. über das Tischgebet und das Licht der Mizwot. (Balak 3:186a–192a)
- 11. Leiter der Akademie (hebräisch רב מתיבתא Rav Metivta), himmlische Lehrrede über Seele und Jenseits. Visionäre Reise in den Garten Eden; mystische Lehre eines himmlischen Akademieleiters über die kommende Welt (Olam Haba, hebräisch עוֹלָם הַבָּא). (Schelaḥ Lekha 3:161b–174a)
- 12. Maßstab (hebräisch קו המידה Kav ha-Middah), mystische Auslegung des „Schma Jisrael“ durch R. Schimon an seinen Sohn. (ZḤ 56d–58d)
- 13. Geheimnisse der Buchstaben (hebräisch סתרי אותיות Sitrei Otiyyot), Schöpfung und göttliche Namen durch Buchstabenmystik. Mystische Lehre über die Buchstaben der göttlichen Namen und ihre kosmische Bedeutung. (ZḤ 1b–10d)
- 14. Vision des Ezechiel (hebräisch חזון המרכבה Ḥezon ha-Merkava), kabbalistische Deutung des göttlichen Thronwagens. Deutung der Merkaba-Vision (Streitwagen,Ez 1 EU), ohne Titel im Zohar Ḥadash. (ZḤ 37c–41b)
- 15. Mischnaartige Stücke (hebräisch מתניתין ותוספתא Matnitin ve-Tosefta), kurze Einleitungen im Stil der Mischna zur Vertiefung. Kurze, kryptische mischnaartige Stücke, oft Einleitung zu Abschnitten; im Stil himmlischer Offenbarungen.
- 16. Geheimnisse der Tora (hebräisch סתרי תורה Sitrei Torah), allegorische Erklärungen zu Versen in Genesis. Allegorische Deutungen biblischer Verse mit mystischem Fokus auf die Seele, Emanation, göttliche Namen.
- 17. Verborgener Midrasch (Tora) (hebräisch מדרש הנעלם Midrasch ha-Ne'lam), mystische Kurzdeutungen zu Seele, Schöpfung, Zukunft. Frühe, halbaggadische Form der Kabbala, meist in Mischsprache Hebräisch-Aramäisch.(ZḤ, Hauptteil parallelspaltig)
- 18. Verborgener Midrasch (Rut) (hebräisch מדרש הנעלם על רות …al Rut), allegorisch-kabbalistischer Kommentar zum Buch Rut. Autonomer allegorischer Midrasch über das Schicksal der Seele; auch als Tappuḥei Zahav bekannt (1559). (ZḤ)
- 19. Verborgener Midrasch (Hohelied) (hebräisch מדרש הנעלם על שיר השירים …al Shir ha-Shirim), kurze Einleitung zum mystischen Verständnis des Hohelieds.
- 20. Komm und sieh (hebräisch תא חזי Ta ḥazei), anonyme Kurzkommentare im Stil des Sohars. Kurze anonyme Genesis-Kommentare mit kabbalistischer Sprache. (ZḤ 7a, Cremona-Ausgabe 55–75)
- 21. Der treue Hirte (hebräisch רעיא מהימנא Ra‘aya Meheimna), mystische Bedeutung der 613 Gebote[92] – offenbart von Moses. Moses als mystischer Lehrer über Mitzwot; eigenständiges Werk mit komplexer Überlieferung.
- 22. Tikkunim zum „Bereschit“ (hebräisch תיקוני הזוהר Tikkunei ha-Zohar), siebzig Deutungen des Wortes „Bereschit“ in symbolischer Tiefe. Tiefgreifende, esoterische Interpretationen mit Themen wie Vokalpunkten, Gebet, Halacha. Unterschiedliche Fassungen (Mantua 1558, Orta Koj 1719).
- 23. Physiognomie zu Jitro (hebräisch קטע על יתרו Keta‘ al Jitro), Erweiterung zu Raza de-Razin über Menschenkenntnis. Text zur Physiognomie, angelehnt an Raza de-Razin. (ZḤ 31a–35b)
- 24. Spätere Stücke (Zohar Ḥadash) (hebräisch קטעי זוהר חדש Kit‘ei Zohar Ḥadash), Zusätze und Nachahmungen im Geiste des Sohar.[93]

## Inhaltliche Themen
Die Mitzwot sind im traditionellen jüdischen Glauben ein Konzept, das physisches Handeln fordert. Im frühen Mittelalter entwickelte sich das System der „ta'ame mizwot“ (hebräisch טַעֲמֵי מִצְוֹת ‚die Gründe der Gebote‘ oder ‚die Gründe der Mitzwot‘). Sie wurden in der kabbalistischen Literatur zentral, so auch im Sohar.
So enthält fast jeder Abschnitt des umfangreichen Werkes einen Hinweis, eine Interpretation auf die Mitzwot ‚im Lichte der Bedürfnisse und Forderungen der göttlichen Kräfte‘.
Im Sohar und der Kabbala bezeichnet „Schefa“ (שֶׁפַע) den Überfluss oder die Gnade, die als göttlicher Fluss von spiritueller Energie und Segen verstanden wird. Dieser Fluss strömt aus den höchsten Ebenen der göttlichen Welt herab und durchdringt die verschiedenen Sephiroth, die als Kanäle für das göttliche Licht fungieren. Auf diese Weise erreicht die göttliche Versorgung die Schöpfung und nährt sowohl die materiellen als auch die spirituellen Ebenen des Universums.
Schefa stellt die kontinuierliche Zufuhr göttlicher Energie dar, die den Kosmos erhält und ihn mit allem versorgt, was notwendig ist, um Harmonie, Wachstum und spirituelle Erfüllung zu ermöglichen.
Nach Gershom Scholem wird der Begriff der „Sephiroth“ im Sohar nicht immer direkt verwendet oder in seiner klassischen Form explizit erklärt. Stattdessen gibt ihn der Text umschrieben und durch synonyme Begriffe oder metaphorische Darstellungen ersetzt wieder. Scholem betont, dass im Sohar die kabbalistische Symbolik häufig poetisch und indirekt auftaucht, und dass der Begriff der „Sephiroth“ häufig durch Begriffe, wie etwa ‚Bereiche‘, ‚Kräfte‘, ‚Seiten‘, ‚Lichter‘, ‚Kräfte‘, ‚Essenzen‘ oder ‚Namen Gottes‘, erscheinen.
Die „Autoren bzw. Redaktoren“ des Sohars tendierten dazu, die Sephiroth als „dynamische Kräfte“ zu verstehen, die in einem ständigen Prozess von Ausstrahlung und Rückkehr miteinander verbunden sind, und vermieden dabei eine festgelegte (namentliche) Kategorisierung.
Das Hervorgehen der Sephiroth aus dem En Sof (hebräisch אין סוף ēyn sōf, deutsch ‚Unendliches‘) kann als ein Handlungsprozess der Selbstoffenbarung Gottes gesehen werden. Da die Offenbarung im jüdischen Denken primär eine Wortoffenbarung war, gilt auch für den Sohar, dass die sephirotische Selbstoffenbarung eine Sprach- bzw. Wortoffenbarung darstellt.

### Gottesnamenslehre oder  „Geheimnis des Namens“
Die ‚Gottensnamenslehre‘ im Sohar – dort als hebräisch סוד השם Sod HaShem, deutsch ‚Geheimnis des Namens‘ bezeichnet – geht davon aus, dass ‚Gottes Wesenheit‘, also die ‚Gesamtheit allen Seins‘, in seinem Namen enthalten sei. Im Sohar und in den Texten der späteren lurianischen Kabbala, wird der Schöpfungsprozess als eine Explifizierung, Entfaltung oder Manifestation des göttlichen Namens verstanden. Die Welt ist gewissermaßen die „Lesbarkeit“ oder „Auffaltung“ dieses Namens in Raum und Zeit.
Dabei wird der vierbuchstabige Gottesname, das Tetragrammaton (hebräisch יהוה JHWH), in der jüdischen Mystik, der Bibelauslegung und auch in der hebräischen Sprachwissenschaft als eine Form des hebräischen Verbs ‚sein‘ gedeutet, insbesondere in einer zeitlich übergreifenden, dynamischen Form. Semantisch wird der Name in Verbindung mit dem hebräischen Verbstamm hebräisch היה hajah, deutsch ‚sein‘ gebracht, wobei mystische, grammatische und theologische Deutungen in die Tiefe gehen.
Dieser „Sod Ha-Schem“ wird meist in Dialogen von Rabbi Schimon bar Jochai (und z. B. mit Rabbi Eleazar oder Rabbi Aba) gelehrt – sowohl im „Buch der Verborgenheit“, (hebräisch ספר הצניעותא Sifra di-Ẓeni‘uta) als auch in den beiden Versammlungen (Idra Rabbah, (hebräisch אדרא רבה Idra Rabba) und Idra Zuta, (hebräisch אדרא זוטא Idra Zuta)). Dort wird das göttliche Geheimnis der Schöpfung und der Namensbuchstaben im Kontext der Sephiroth, der kosmischen Ordnung und metaphysischen Exegese entfaltet.
Konkret taucht dieser Ausdruck im Kontext einer Deutung, im Sohar Bereshit 2:5–6 auf, es wird beschrieben:
„(…) der Glanz ist das Geheimnis des Anfangs, denn sein Name ist der erste von allen. Der heilige Name Ehejeh ist eingraviert auf den [strahlenden] Seiten des Namens Elohim (…)“
Hier wird deutlich der Ausdruck „geheimnisvoller Name“, (hebräisch סוד השם) verwendet, insofern der Sohar gerade vom „Glanz“ (זוהר), dem verborgenen, schöpferischen Namen als Zentrum spricht.
Der Sohar ist erfüllt vom hebräisch סודות Sodot, den Geheimnissen, hinter denen sich das ‚Wirken und der Name Gottes‘ verbergen, oft im Zusammenhang mit den Buchstabenmysterien des Tetragrammaton (יהוה).

### Zerstörung früherer Welten
Der Sohar erwähnt in mehreren Stellen, dass Gott vor dieser Welt bereits andere „Welten“ erschaffen habe, die jedoch nicht bestehen konnten. „Der Heilige, gepriesen sei Er, schuf Welten und zerstörte sie.“ (Sohar, Teil I, 176b)
Diese Aussage ähnelt stark dem Midrasch Bereschit Rabba 3,7, wird aber im Sohar oft mystisch überhöht und mit kosmischen Kräften verbunden.
Der Sohar nennt diese früheren Welten jedoch nicht Tohu oder Qlīpōt, sondern spricht bildhaft von „gefallenen Königen“ (in Anlehnung an Gen 36,31–39 , die Könige von Edom). Später deutet Luria diese „Könige“ als die zerbrochenen Gefäße.

### Das Böse (die „andere Seite“, sitra aḥra)
Der Begriff hebräisch סִטְרָא אַחְרָא sitra aḥra kommt sehr häufig im Sohar vor. Er bezeichnet dort:
- das Gegenteil der Keduscha (Heiligkeit),
- eine dunkle, parasitäre spirituelle Seite,
- oft assoziiert mit dem „linken Weg“ (Seite des Gerichts, Gevura) oder Dämonen,
- verbunden mit der Welt des Bösen (alma de-peruda, aramäisch-hebräisch עַלְמָא דְּפֵרוּדָא ‚Welt der Trennung‘). „Von dort (der sitra aḥra) gehen die unreinen Geister aus, und dort wohnt das Böse.“ (Sohar, I, 148b)

Diese Welt ist nicht per se autonom, sondern nährt sich von der Heiligkeit, was ein Grundgedanke späterer Kabbala ist – dort auch mit den Begriffen Qlīpōt und Niẓoẓot versehen.

### Schalen (Qlīpōt)
Der Sohar benutzt das Wort Qlīpā (hebräisch קליפה) selten, aber er kennt das Bild der „Hülle“ oder „Schale“:
Die Schale ist nicht böse an sich, sondern trennt Inneres und Äußeres,
Sie kann eine negative Kraft sein, wenn sie das Innere blockiert, so wird in Sohar, II, 94b das Bild der Schale für das Böse verwendet, das das Gute umhüllt, und das durch Läuterung entfernt werden muss.

### Heilige Funken (Niẓoẓot)
Der Begriff Niẓoẓot (hebräisch ניצוצות) wird im Sohar oft im Zusammenhang mit dem göttlichen Licht verwendet, das in der Schöpfung verstreut ist:
Diese „Funken“ stammen vom göttlichen Licht (Or Ein Sof),
Sie gelangen in dunkle Bereiche (z. B. in die materielle Welt oder sogar in die sitra aḥra),
Die Aufgabe des Menschen ist es, diese Funken zu „heben“ oder zu „befreien“.
„In allen Dingen ist ein Funke des Heiligen enthalten … und wenn der Mensch ihn mit Absicht (kawwana) erhebt, wird der Name Gottes geheiligt.“ (Sohar, III, 113b)

## DerSoharin der lurianischen Kabbala
Isaak Luria (Ari oder Ha-Ari) war ein bedeutender Kabbalisten des 16. Jahrhunderts. Nach dem Tod seines Vaters zog er mit seiner Mutter von Jerusalem nach Ägypten, vermutlich Kairo. Dort beschäftigte er sich intensiv mit den jüdischen Mystik, insbesondere der Kabbala. Luria retirierte sieben Jahre auf eine Nilinsel in der Nähe von Kairo, um sich mystischen und esoterischen Studien zu widmen, u. a. las er intensiv das Sefer ha-Zohar. Vor allem befasste er sich mit den Schriften des Moshe Cordovero, eines der wichtigsten Schüler von Joseph Karo und eines der bedeutendsten Kabbalisten in Safed. In Safed hatte Moshe Cordovero einen maßgeblichen Kommentar zum Sohar verfasst. In den Jahren 1569 bis 1570 verlegte Luria, mit seiner Familie, seinen Lebensmittelpunkt nach Safed, wo er Schüler von Moshe Cordovero wurde. Das einzige schriftliche Werk, das Luria selbst verfasste, ist ein Kommentar zum Sifra di-Ẓeni‘uta  (hebräisch סִפְרָא דִּצְנִיעוּתָא ‚Buch der Verborgenheit‘), einem Teil des Sohars.
Im Weiteren baute Luria auf der assoziativen, poetischen und nicht systematischen Deutung des Sohars auf, der die Tora mystisch-symbolisch interpretierte und Konzepte bzw. Theologeme, wie „Sephiroth“, „Schechina“, „Gilgul“ sowie die mystische Bedeutung der Tora behandelte.
Während der Sohar die ‚göttlichen Prozesse‘ symbolisch deutete, entwarf Luria eine ‚dynamische, kosmisch-historische Ordnung‘, in der die ‚gefallene Welt‘ und der ‚verborgene Gott‘ den Menschen zum aktiven Mitgestalter der Erlösung macht und die Geschichte auf eine mystisch verstandene messianische Vollendung hin ausgerichtete.
Was im Sohar punktuell durch ‚paradoxe und oxymoronhafte Wortschöpfungen‘ angedeutet wird, als ein Hinweis auf die spirituelle Dimension des Bezeichneten (Referenten), versuchte die lurianische Kabbala systematisch zu entwickeln, indem sie stark sinnlich-konkrete, oft anthropomorphe Darstellungen einsetzte.
In der lurianischen, kabbalistischen Tradition, wird gelehrt, dass vor der Erschaffung unserer Welt Gott frühere „Welten“ (olamot) erschuf – insbesondere die Welt des Tohu („Chaos“) –, die aufgrund ihrer Unvollkommenheit nicht bestehen konnten und zerbrachen (Schevirat haKelim, „Zerbrechen der Gefäße“).
Diese Idee ist nicht direkt im Sohar, sondern vor allem bei Luria systematisiert, aber sie basiert auf Andeutungen im Sohar und Midrasch.

## Bedeutung, Rezensionen und Editionen
Schon bald nach seiner Entstehung hat der Sohar eine außergewöhnliche Bedeutung zuerst unter Kabbalisten, dann auch im Judentum allgemein gewonnen, wobei jedoch die übrigen kabbalistischen Schriften „in den Hintergrund gedrängt“ wurden und teils verloren gingen. Seine Verbreitung nahm insbesondere nach der Vertreibung der Juden aus Spanien (1492) stark zu. Vor allem für die chassidische Tradition im osteuropäischen Judentum erlangte der Sohar geradezu kanonisches Ansehen.
Auch unter christlichen Gelehrten hat der Sohar einige Resonanz hervorgerufen, insbesondere in der Neuzeit durch die lateinische Übersetzung im zweiten Teil von Christian Knorr von Rosenroths Kabbala denudata. Die spekulative Kraft seiner Sprache hat sogar dazu geführt, thematische Verbindungslinien zur christlichen Lehre zu ziehen bis hin zu Ähnlichkeiten im Wesen des dreifaltigen Gottes. Andererseits wird auch der Sohar Elemente eines esoterischen Christentums im Südeuropa des 12. Jhdts. integriert haben, so dass eine klare Bewertung von Ursachen und Wirkungen schwerfällt. Grundsätzlich zeigen sich in mystischen Traditionen die stärksten und fruchtbarsten Verbindungen zwischen den Religionen.
Die modernen Übersetzungen (Stand 1995) decken nicht die Gesamtheit des Sohar ab und „lassen sehr zu wünschen übrig“. Am besten steht es laut Maier mit englischen Übertragungen, „während die französische von de Pauly kaum brauchbar ist“. Jean de Paulys verfälschte Sohar-Übersetzung und die darauf zurückgehenden Fehler in Arthur Edward Waites The Secret Doctrine in Israel hatte auch Gershom Scholem kritisiert.
Im Jahre 1995 wurde Daniel Chanan Matt von der Familie Pritzker aus Chicago angesprochen und eingeladen, das Projekt einer kommentierten englischen Übersetzung des Sohar zu übernehmen. 2002 startete der Verlag Stanford University Press die ambitionierte Initiative, eine 12-bändige Übersetzung des Grundlagenwerks der jüdischen Mystik, des Sohars, zu veröffentlichen.

## Vom Hauptteil umschlossenes „Messianisches Epos“
Gelehrte wie Gershom Scholem und Isaiah Tishby hatten im Sohar anders als in der lurianischen Kabbala keine messianische Thematik gefunden. Yehuda Liebes hingegen meinte, in den Idrot messianische Ereignisse erkennen zu können. Gängig war es bis dahin, den erzählerischen Rahmen mit Berichten über die Treffen von zehn Mystikern und ihren Austausch über die Geheimlehren der Kabbala als Mittel für das Zusammenbinden der homiletischen Midraschim und Einzeltraditionen zu sehen. Liebes legte jedoch dar, dass die in die Idra Rabba und Idra Sutta eingeflochtenen Reden nicht bedeutender waren als die Erzählung selbst. Die neuere Forschung, wie jene von Ronit Meros, geht davon aus, dass die Entstehung des Gesamt-Sohar sich auf den Zeitraum von 1370 bis 1410 erstreckte und die Arbeit von literarischen Lehrer- und Schüler-Generationen sich in fünf unterscheidbaren „Schichten“ niederschlug. Davon die letzte, die „epische Schicht“, unterwarf die Gesamtredaktion des Sohar zum Schluss ebenso wie die anderen literarischen Gattungen der vollständigen Form eines Midrasch und entledigte sie damit ihrer Originaldynamik und Struktur insgesamt. Der Weg zum Verständnis führt daher nach Meroz über ein Separieren der Schichten und der Betrachtung im Einzelnen. Eine derartige Schicht lässt sich bilden, indem alle in sich abgeschlossenen, homiletische Midraschim enthaltende Erzählungen herausgefischt werden, in denen die Helden der Zehnergruppe um Schimon ben Jochai angehören. Wiederum zusammengesetzt, ergeben diese „Szenen“ ein „Messianisches Epos“, ein Drama mit folgenden drei Akten:
1. Bericht über das Entstehen einer Bruderschaft, der zuerst ein Rabbi Pinchas ben Jair vorsteht. Als gleichrangig betrachtet er aber Schimon ben Jochai, den die römische Religionsverfolgung zu einem dreizehnjährigen Aufenthalt in einer Höhle zwingt, die Zeit seiner Vollendung. Ihm wird die Führerrolle zugeteilt, sie festigt sich, und eine in diesem Zusammenhang genannte Feuersäule von der Erde bis zum Himmel kann als Zeichen für das Herannahen des Messias gewertet werden.
2. Zwischen dem Auszug des Schimon ben Jochai aus der Höhle und dessen Sterben in Ekstase liegt die Zeit seiner Leitung der Bruderschaft. Er vollbringt zahlreiche Wunder und kosmische Tikkunim (Strukturierungen), bleibt aber der leidende Messias, befleckt und in Niedrigkeit, damit aber auch identifizierbar mit der Schechina.[112]
3. Zuletzt setzt sich die verstört zurückgebliebene Bruderschaft mit dem Tod ihres Meisters auseinander. Dessen Mission scheint noch nicht erfüllt, und so wird Rabbi Schimon selbst als Messias zurückerwartet.[113]

## Ausgaben
- Erstdruck: Sēfer ha-sōhar. 3 Teile. Mantua 1558–1560.
- Aramäischer Text: Martin Dobeš (Hrsg.): Zohar: der komplette aramäische Text. Kabbalah Centre International, Los Angeles 2012, ISBN 978-1-908659-28-6.
- Deutsche Übersetzung:
  - Aus dem heiligen Buche Sohar des Rabbi Shimon ben Jochai. Eine Auswahl. Zusammengestellt und übertragen von Jankew Seidmann. Welt, Berlin 1920, Digitalisat.
  - Der Sohar – Das heilige Buch der Kabbala. Nach dem Urtext hrsg. von Ernst Müller. Glanz, Wien 1932 (Auswahl). Zahlreiche Nachdrucke, zuletzt: Diederichs, München 2011, ISBN 978-3-7205-2643-2.
  - Die Geheimnisse der Schöpfung. Ein Kapitel aus dem kabbalistischen Buche Sohar. Übersetzt von Gershom Scholem. Insel-Bücherei 949. Insel 1971.

- Englische Ausgabe und Übersetzung: Yehuda Ashlag, Michael Berg (Hrsg.): Zohar : First ever unabridged English translation with commentary. 23 Bände. Kabbalah Publishing, New York 1993, ISBN 1-57189-239-7 (englisch und aramäisch-hebräisch). Weitere Ausgabe: Kabbalah Learning Center, 2001, ISBN 1-57189-199-4.
- Englische Übersetzung: The Zohar. Übersetzt von Daniel C. Matt. Pritzker Edition. Band 1. Stanford University Press, Stanford 2004, ISBN 0-8047-4747-4.

## Dokumentationen
- Die Kabbala: Schlüssel zur Vergangenheit. History Chanel Dokumentation, 1. März 2012
- Daniel C. Matt: Zohar and Kabbalah, Rutgers University, 3. Dezember 2012
- The Art of Mystical Narrative: A Zohar Symposium, The Jewish Theological Seminary, 2018